# Шехолан
Шехола́н (рос. Шехолан) — село у складі Ульотівського району Забайкальського краю, Росія. Входить до складу Горекацанського сільського поселення.

## Населення
Населення — 347 осіб (2010; 352 у 2002).
Національний склад (станом на 2002 рік):
- росіяни — 99 %